# Luperodes submonilis
Luperodes submonilis es una especie de insecto coleóptero de la familia Chrysomelidae.
Fue descrita científicamente en 1914 por Wickham.